# David H. Ellis
David Harry Ellis (* 7. April 1945 in Hayward, Kalifornien) ist ein US-amerikanischer Biologe, Ökologe und Naturschützer. Seine Hauptinteressen gelten dem Schutz von Greifvögeln, Ridgway-Wachteln und Kranichen.

## Leben
Ellis ist der Sohn von Harry Smith und Margaret Ellis, geborene Lowe. Sein Vater war im Kriegsschiffbau tätig. Vor dem Schuleintritt lebte er in Utah und auf einer Farm in Wyoming, wo er seine ersten Greifvögel beobachtete. Während seiner Schulzeit verbrachte er die Winter in Denver, Colorado und die Sommer auf einer Farm in der Nähe von Steamboat Springs, Colorado. Exkursionen in den Tälern und Bergen von Colorado stellten die Weichen für eine Karriere als Forscher von gefährdeten Vögeln und Greifvögeln. Sein Grundstudium absolvierte er in Utah, wo er 1969 den Bachelor of Science mit der Bewertung magna cum laude an der Brigham Young University in Provo erlangte. Im Dezember 1968 heiratete er Catherine Hunt. Aus dieser Ehe gingen drei Kinder hervor. Als Stipendiat der National Science Foundation studierte an der University of Montana, wo er 1973 mit der Dissertation Behavior of the Golden Eagle: an ontogenic study unter der Leitung von John Johnson Craighead zum Ph.D. promoviert wurde. 1974 wurde er Ökologe am Montana Department of Fish and Game und leitender Biologe an der Arizona Field Station des Patuxent Wildlife Research Center. 1977 wurde er Forschungsleiter am Institute for Raptor Studies in Oracle, Arizona.
Seine Arbeit in Patuxent konzentrierte sich zunächst auf die Ridgway-Wachtel (Colinus virginianus ridgwayi), eine Unterart der Virginiawachtel. Das Buenos Aires National Wildlife Refuge, das 1985 im Süden Arizonas gegründet wurde, ist ein Resultat dieser Arbeit. 1984 gab er im Auftrag des United States Fish and Wildlife Service den Erhaltungsplan für dieses Taxon heraus. Er studierte auch die Bestandsentwicklung des Wanderfalken in Arizona und des Kreyenborg-Falken (Falco kreyenborgi) in Patagonien (Argentinien und Chile). Letzterer stellte sich im Verlauf seiner Forschung als helle Morphe des Südamerikanischen Wanderfalken (Falco peregrinus cassini) heraus und gilt somit als ungültiges Taxon. 
1985 bot ihm Patuxent eine Stelle als Verhaltensforscher in Maryland an. Während seines zehnjährigen Forschungsaufenthaltes arbeitete er eng mit der NASA zusammen, was ihm Satellitentelemetrie-Studien über Kraniche in Kanada, West- und Ostsibirien und mit Adlern in Venezuela, Afrika und der Mongolei ermöglichte. Insgesamt bereiste Ellis alle Bundesstaaten der Vereinigten Staaten sowie 50 Nationen.
Für seine Falkenstudien in Asien wurde er von der Mongolischen Akademie der Wissenschaften mit einem Akademikerstatus gewürdigt. Er ging vorzeitig in den Ruhestand, um die, seiner Meinung nach, Korruption verschiedener arabischer und arabisch finanzierter Staaten in Bezug auf den Kauf und Verkauf von Greifvögeln für den Gebrauch im populären Sport der Falknerei aufzudecken. 
Ellis veröffentlichte über 300 Artikel in diversen Fachzeitschriften, darunter in Western Birds: Quarterly Journal of Western Field Ornithologists, Journal of Raptor Research, BioScience, Ambio, Ibis und The Auk. Daneben gab er mehrere Bücher heraus, darunter 1996 das Werk Cranes: Their Biology, Husbandry, and Conservation, das 2003 in einer chinesischen Übersetzung herauskam, Wings across the desert: the incredible motorized crane migration (2001), Steamboat Springs (2009), das er gemeinsam mit seiner Frau schrieb, Enter the Realm of the Golden Eagle (2013) sowie Behavior of the Golden Eagle: an illustrated ethogram (2017).